# マーティン・プラド
- マーティン・プラード
- マルティン・プラド

マーティン・プラド（英語: Martin Prado）ことマルティン・マヌエル・プラド・ブスタマンテ（スペイン語: Martín Manuel Prado Bustamante、1983年10月27日 - ）は、ベネズエラ共和国アラグア州マラカイ出身の元プロ野球選手（ユーティリティープレイヤーで、本職は二塁手）。右投右打。
メディアによっては「プラード」と表記されるケースもある。

## 経歴

### プロ入りとブレーブス時代

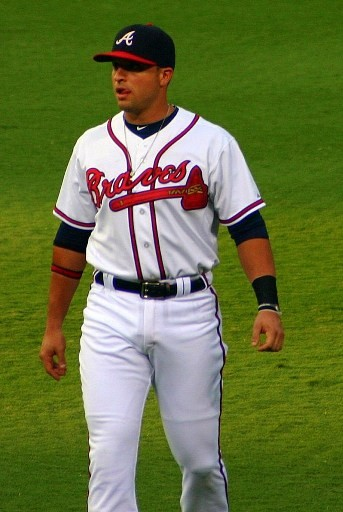
アトランタ・ブレーブスでの現役時代
（2010年9月10日）

2001年2月13日にアトランタ・ブレーブスと契約。
2006年4月23日のワシントン・ナショナルズ戦でメジャーデビューを果たすも、2試合に出場しただけでマイナーリーグAAA級リッチモンド・ブレーブスに戻された。再びメジャーに昇格した後の9月14日（フィラデルフィア・フィリーズ戦）に、ジェイミー・モイヤーから初本塁打を放っている。
2007年はメジャーとマイナーを行き来した。9月12日のニューヨーク・メッツ戦では、9回に回ってきた打席で二塁ゴロを打った際、投げたバットが転がった弾みでヘッド部分を下にして直立不動に立つという珍事が発生した。これには試合を中継していたスポーツネット・ニューヨークの解説者であるキース・ヘルナンデスも、「こんなことは100年に1度も起きはしない」とコメントしている。
2008年はユーティリティープレイヤーとして起用され、78試合に出場。打率.320・2本塁打・33打点という成績を残した。8月は21試合の出場で月間打率.432という数字を残している。
2009年は遊撃を除く内野の全ポジションで試合に出場（内訳は二塁で63試合、三塁で41試合、一塁で28試合）。一時は打率.236まで下がったが、最終的には.307という打率を残し、2年連続で打率.300をクリア。また、規定打席にも辛うじて到達し（2009年のプラドの打席数は503だが、規定打席は502打席）、二桁本塁打を放った。
2010年は開幕からレギュラーとして活躍し、オールスターにも初出場した。最終的には、3年連続で.300以上の打率を記録したほか、いずれも自己ベストとなる15本塁打・66打点という数字を残した。
2011年はダン・アグラの加入により、左翼にコンバートされた。打率は自己最低の.260に終わった。
2012年は2年ぶりに打率3割をクリアして復活。試合数、打席数、打数、安打数、二塁打、三塁打、打点、盗塁、四球などで自己記録を更新した。4年ぶりに遊撃を守るなど、守備でも貢献した。

### ダイヤモンドバックス時代
2013年1月24日にクリス・ジョンソン、ジャスティン・アップトンとのトレードで、ランドール・デルガド、ニック・アーメド、ジーク・スプライル、ブランドン・ドルーリーと共にアリゾナ・ダイヤモンドバックスへ移籍した。1月31日にダイヤモンドバックスと総額4000万ドルの4年契約に合意した。シーズン開幕前の3月に開催された第3回ワールド・ベースボール・クラシック(WBC)のベネズエラ代表に選出された。

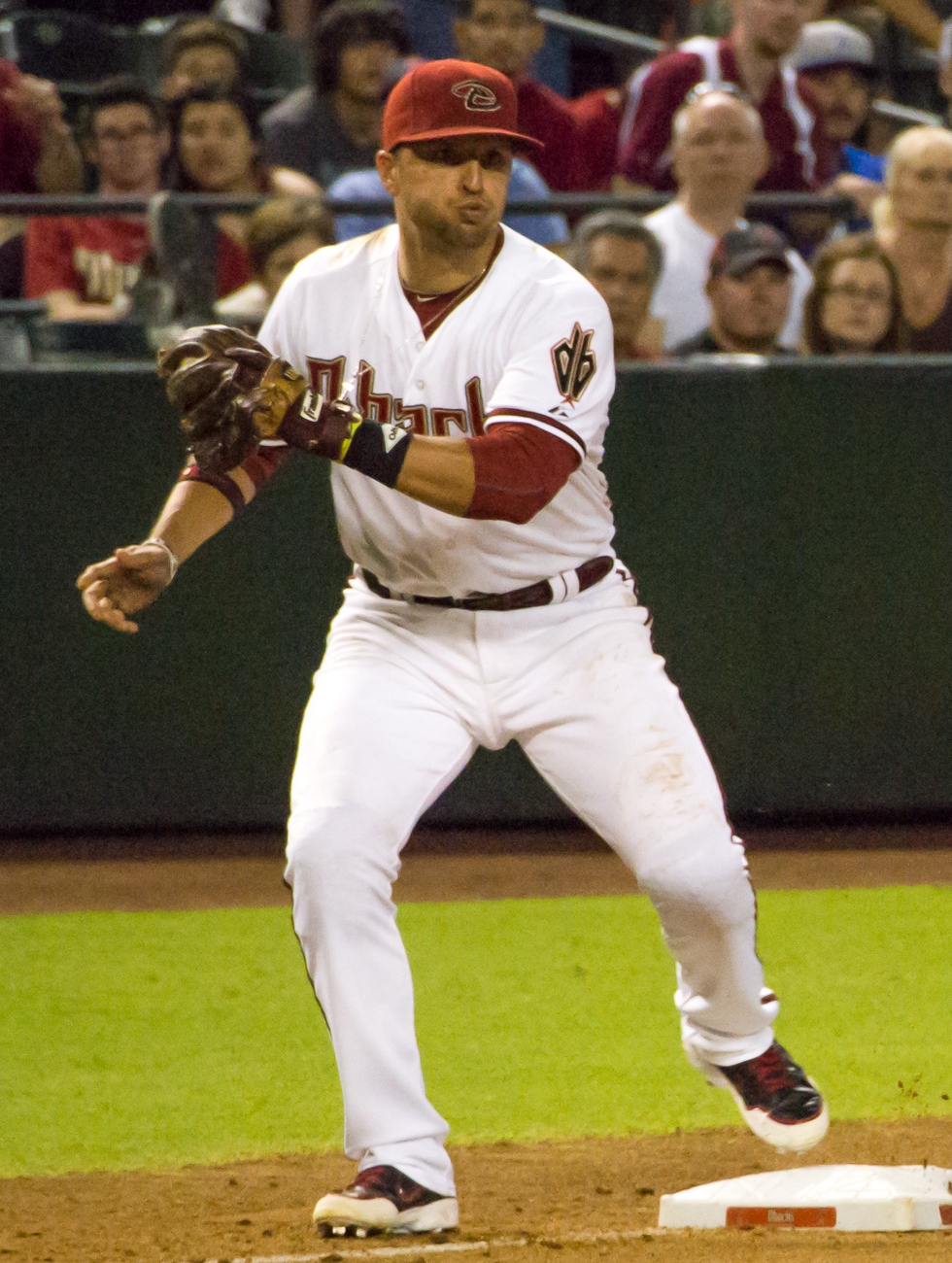
アリゾナ・ダイヤモンドバックスでの現役時代
（2013年9月16日）

シーズンでは155試合に出場し、打率.282・14本塁打・82打点・3盗塁だった。
2014年は106試合に出場し、打率.270・5本塁打・42打点・2盗塁だった。

### ヤンキース時代

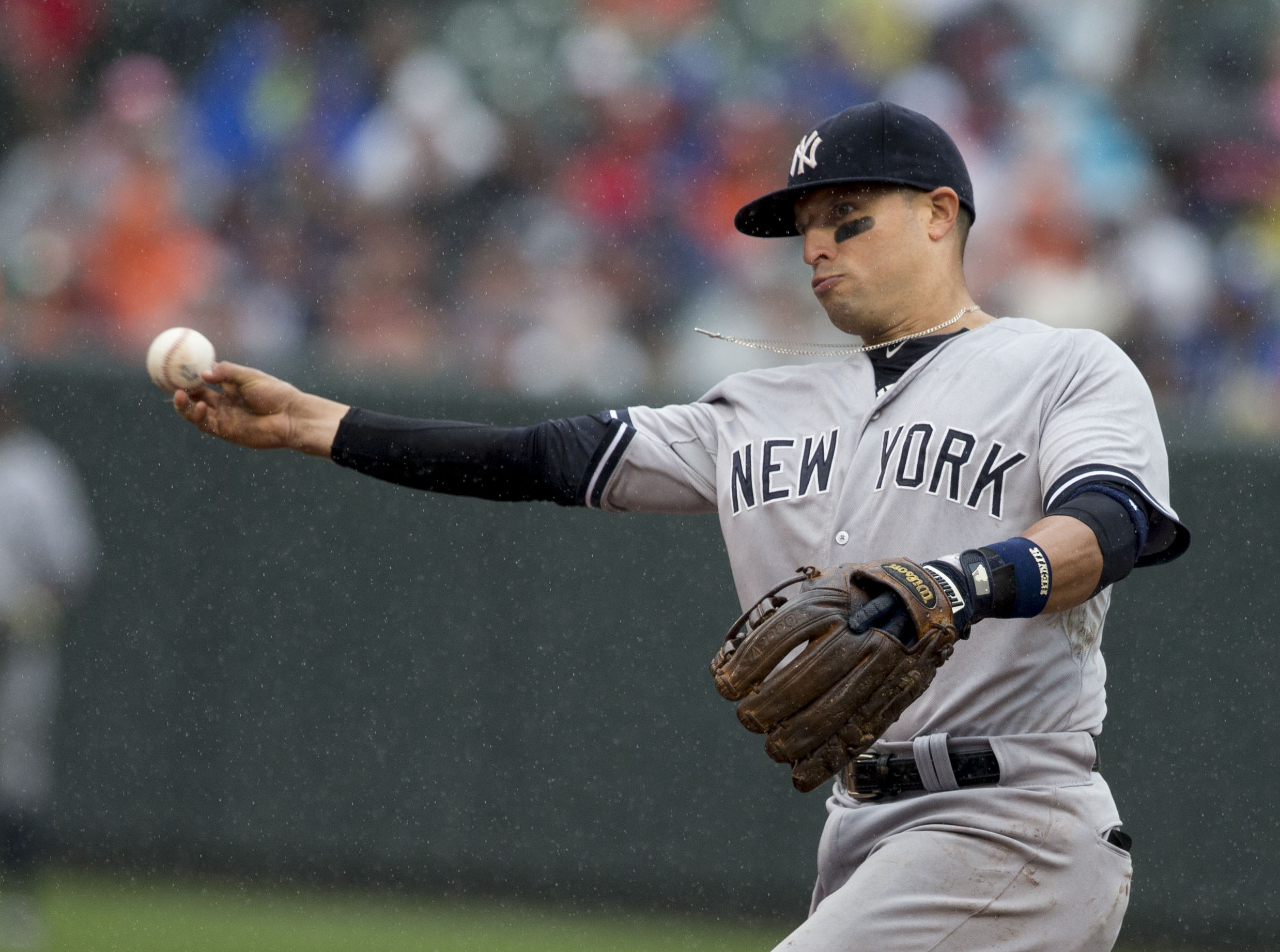
ニューヨーク・ヤンキースでの現役時代
（2014年9月13日）

2014年7月31日にピーター・オブライエンとのトレードで、ニューヨーク・ヤンキースへ移籍した。
移籍後は、37試合の出場で打率.316、7本塁打、16打点の好成績をマーク。特に本塁打は、移籍前のダイヤモンドバックスで106試合で5本塁打に対し、早いペースで生産した。シーズントータルでは、2年連続で打率.282を記録、また2009年から6年連続で二桁本塁打をクリアした。

### マーリンズ時代
2014年12月19日にネイサン・イオバルディ、ドミンゴ・ヘルマン、ギャレット・ジョーンズとのトレードで、デビッド・フェルプスと共にマイアミ・マーリンズへ移籍した。
2015年は129試合に出場し、打率.288をマーク。しかし本塁打は9本に終わり、連続2ケタ本塁打は6シーズンで止まった。記録としては、通算250二塁打を達成。守備面では三塁手に固定され、124試合で7失策・守備率.976ながらDRS + 9を記録した。また、11試合で二塁手を守り、無失策・DRS + 1だった。
2016年も三塁のレギュラーをキープし、153試合に出場。打率.305・8本塁打・75打点という成績を残し、4シーズンぶりに打率.300を記録した。守備面では150試合で9失策、守備率.972、DRS +3、UZR + 3.4という成績を残した。10月2日のシーズン最終戦では、プレーオフ進出の可能性がなくなったことで監督代行を務め、三塁手として先発し、2打席で退いたが、チームは敗れてしまった。10月5日には2019年までの3年総額4000万ドルで契約を延長した。
2017年はシーズン開幕前の2月8日に第4回WBCのベネズエラ代表に選出された。
2019年オフの10月31日にFAとなった。
2020年2月12日に現役引退を表明した。

## 詳細情報

### 年度別打撃成績
| 年 度     | 球 団     | 試 合 | 打 席 | 打 数 | 得 点 | 安 打 | 二 塁 打 | 三 塁 打 | 本 塁 打 | 塁 打 | 打 点 | 盗 塁 | 盗 塁 死 | 犠 打 | 犠 飛 | 四 球 | 敬 遠 | 死 球 | 三 振 | 併 殺 打 | 打 率 | 出 塁 率 | 長 打 率 | O P S |
| --------- | --------- | ----- | ----- | ----- | ----- | ----- | -------- | -------- | -------- | ----- | ----- | ----- | -------- | ----- | ----- | ----- | ----- | ----- | ----- | -------- | ----- | -------- | -------- | ----- |
| 2006      | ATL       | 24    | 49    | 42    | 3     | 11    | 1        | 1        | 1        | 17    | 9     | 0     | 0        | 2     | 0     | 5     | 0     | 0     | 7     | 2        | .262  | .340     | .405     | .745  |
| 2007      | ATL       | 28    | 62    | 59    | 5     | 17    | 3        | 0        | 0        | 20    | 2     | 0     | 0        | 0     | 0     | 3     | 0     | 0     | 6     | 0        | .288  | .323     | .339     | .662  |
| 2008      | ATL       | 78    | 254   | 228   | 36    | 73    | 18       | 4        | 2        | 105   | 33    | 3     | 1        | 2     | 2     | 21    | 0     | 1     | 29    | 3        | .320  | .377     | .461     | .838  |
| 2009      | ATL       | 128   | 503   | 450   | 64    | 138   | 38       | 0        | 11       | 209   | 49    | 1     | 3        | 11    | 4     | 36    | 1     | 2     | 59    | 17       | .307  | .358     | .464     | .822  |
| 2010      | ATL       | 140   | 651   | 599   | 100   | 184   | 40       | 3        | 15       | 275   | 66    | 5     | 3        | 3     | 6     | 40    | 2     | 3     | 86    | 13       | .307  | .350     | .459     | .809  |
| 2011      | ATL       | 129   | 590   | 551   | 66    | 143   | 26       | 2        | 13       | 212   | 57    | 4     | 8        | 1     | 3     | 34    | 1     | 1     | 52    | 16       | .260  | .302     | .385     | .687  |
| 2012      | ATL       | 156   | 690   | 617   | 81    | 186   | 42       | 6        | 10       | 270   | 70    | 17    | 4        | 4     | 9     | 58    | 2     | 2     | 69    | 19       | .301  | .359     | .438     | .796  |
| 2013      | ARI       | 155   | 664   | 609   | 70    | 172   | 36       | 2        | 14       | 254   | 82    | 3     | 5        | 0     | 6     | 47    | 2     | 2     | 53    | 29       | .282  | .333     | .417     | .750  |
| 2014      | ARI       | 106   | 436   | 403   | 44    | 109   | 17       | 4        | 5        | 149   | 42    | 2     | 1        | 0     | 4     | 23    | 0     | 6     | 57    | 17       | .270  | .317     | .370     | .686  |
| 2014      | NYY       | 37    | 137   | 133   | 18    | 42    | 9        | 0        | 7        | 72    | 16    | 1     | 0        | 0     | 0     | 3     | 0     | 1     | 23    | 3        | .316  | .336     | .541     | .877  |
| '14計     | NYY       | 143   | 573   | 536   | 62    | 161   | 26       | 4        | 12       | 221   | 58    | 3     | 1        | 0     | 4     | 26    | 0     | 7     | 80    | 20       | .282  | .321     | .412     | .733  |
| 2015      | MIA       | 129   | 551   | 500   | 52    | 144   | 22       | 2        | 9        | 197   | 63    | 1     | 0        | 1     | 8     | 37    | 4     | 5     | 68    | 9        | .288  | .338     | .394     | .732  |
| 2016      | MIA       | 153   | 658   | 600   | 70    | 183   | 37       | 3        | 8        | 250   | 75    | 2     | 2        | 0     | 5     | 49    | 4     | 4     | 69    | 24       | .305  | .359     | .417     | .775  |
| 2017      | MIA       | 37    | 147   | 140   | 13    | 35    | 9        | 0        | 2        | 50    | 12    | 0     | 0        | 0     | 1     | 6     | 0     | 0     | 22    | 4        | .250  | .279     | .357     | .636  |
| 2018      | MIA       | 54    | 209   | 197   | 16    | 48    | 9        | 0        | 1        | 60    | 18    | 1     | 1        | 0     | 0     | 11    | 0     | 1     | 35    | 5        | .244  | .287     | .305     | .592  |
| 2019      | MIA       | 104   | 260   | 245   | 26    | 57    | 9        | 0        | 2        | 72    | 15    | 0     | 0        | 0     | 3     | 12    | 0     | 0     | 41    | 10       | .233  | .265     | .294     | .559  |
| MLB：14年 | MLB：14年 | 1458  | 5861  | 5373  | 664   | 1542  | 316      | 27       | 100      | 2212  | 609   | 40    | 28       | 24    | 51    | 385   | 16    | 28    | 676   | 171      | .287  | .335     | .412     | .747  |

- 2019年度シーズン終了時
- 各年度の太字はリーグ最高

### 記録
- MLBオールスターゲーム選出：1回（2010年）

### 背番号
- 14（2006年 - 同年途中、2008年 - 2019年）
- 24（2006年途中 - 同年終了）
- 1（2007年）

### 代表歴
- 2013 ワールド・ベースボール・クラシック・ベネズエラ代表
- 2017 ワールド・ベースボール・クラシック・ベネズエラ代表